# Muavija I.
Muavija I. (arabsko معاوية بن أبي سفيان, Muavija ibn Abi Sufjan) je bil ustanovitelj in prvi kalif Omajadskega kalifata, * okoli 597, 602 ali 605, Meka, Arabija, † 26. april 680.
Vladal je od leta 661 do svoje smrti. Kalif je postal pri manj kot tridesetih letih po smrti islamskega preroka Mohameda in neposredno po štirih rašidunskih ('pravilno vodenih') kalifih. Za razliko od svojih predhodnikov, ki so bili tesni in zgodnji Mohamedovi spremljevalci, je bil Muavija razmeroma pozen sledilec islamskega preroka.

## Mladost
Muavija je bil rojen v Meki v družini Omajadov, pomembni družini plemena Kurejš. Njegov oče Abu Sufjan je spadal med vodilne osebnosti Meke. V času Mohamedovih prvih razodetij so Omajadi nasprotovali prerokovim naukom in ostali njegovo vojaški nasprotniki do muslimanske osvojitve Meke leta 630. Po osvojitvi Meke se je odpor končal in družina Omajadov je sprejela novo vero. Islam sta takrat sprejela tudi Abu Sufjan in njegov sin Muavija.
Muvija je sprejel islam šele potem, ko odpor ni bil mogoč, verjetno iz preračunljivosti in ne iz verske gorečnosti, kot so Omajade pogosto opisovali njihovi nasprotniki. Ne glede na to, je  prerok z njim na  svojo stran pridobil enega najodličnejših mož in sposobnih vojaških poveljnikov.

## Obdobje izvoljenih kalifov
Po Mohamedovi smrti je so njegovi sorodniki za kalifa sporazumno izbrali Abu Bakra. Med njegovo vladavino se je Muavija v letih 632 do 634  pod poveljstvom svojega brata Jazida ibn Abu Sufjana vojskoval na bizantinski meji v Palestini. Uspelo mu je pridobiti pomembno mesto v vojski. Pod drugim kalifom Omarjem je leta 640 osebno poveljeval četam, ki so osvojile Cezarejo v Palestini. Istega leta je njegov brat Jazid umrl zaradi kuge, kar je Muaviji omogočilo postati guverner Sirije.

### Guverner Sirije
Muvija je svoj sedež izbral Damask. Svoj položaj je zavestno krepil na eni strani z rednimi letnimi vpadi v bizantinsko Anatolijo in na drugi strani z reševanjem sporov med arabskimi plemeni. Stalne težave mu je povzročalo bizantinsko vojno ladjevje, ki je še vedno obvladovalo vzhodno Sredozemlje in nenehno napadalo obalna območja. Muvija je zato med vladavimo kalifa Osmana v soglasju z egiptovskim podkraljem dal zgraditi ladjevje, ki je nato prevladovalo v vzhodnem Sredozemlju in leta 655 premagalo bizantinsko floto ob obali Likije.

### Državljanska vojna, boj proti Alijevi stranki (šiiti)
Leta 656 je bil kalif Osman umorjen. Njegov naslednik Ali ibn Abi Talib ni bil sposoben  kaznovati njegovih morilcev. Muavija je ukazal v Damasku izobesiti Osmanovo krvavo srajco in  se razglasil za maščevalca. Sledila je državljanska vojna. Leta 657 sta se Muavijeva in Alijeva vojska spopadli v Mezopotamiji v bitki pri Sifinu. Muvija bi bitko verjetno izgubil, vendar je uporabil svoje diplomatske sposobnosti in zvijačnost in je sredi bitke vojakom v prvi liniji ukazal na orožje  pritrditi Koran. Fanatiki v Alijevi vojski so se nehali bojevati in Muvaija je s tem pridobil čas.
Diplomatska pogajanja po bitki pri Sifinu so potrdila položaj Muavije kot sirskega podkralja, medtem ko je vpliv kalifa Alija močno okrnil upor v njegovem lastnem taboru. Muaviji je uspelo pridobiti Egipt, kjer je kot podkralj vladal Amr ibn al-As, in leta 659 skleniti premirje z Bizantinskim cesarstvom. Muavija se je zavezal, da bo Carigradu plačeval letni davek, in si s tem zavaroval hrbet, da se je leta 660 v Jeruzalemu razglasil za kalifa. Alija so v začetku leta 661 umorili.
Alijeva stranka (šiiti) je nato poskušala na čelo kalifata postaviti Alijevega  sina Hasana, ki ni imel sposobnosti svojega očeta in je po manjšem spopadu nekje na meji s Sirijo začel diplomatska pogajanja z Muavijo. Slednji ga je prisilil k odstopu, ga finančno preskrbel in mu omogočil, da je preživel svoje kratko življenje v Medini. Poleti 661 je Muavija slovesno vstopil v Kufo, središče Alijeve stranke.

## Kalif

### Notranja politika
Muavija je prevzel ozemeljsko stabilen imperij. Med njegovo vladavino se je stabilizirala tudi centralna oblast in notranje razmere so se umirile. Središče kalifata se je preselilo v Damask, ki je postal glavno upravno središče. Kalif je imel v Damasku svojo rezidenco in je lahko bil prepričan v zvestobo lokalnih podložnikov. Pomemben dejavnik so bile tudi izkušnje, ki si jih je pridobil v zadnjih dvajsetih letih kot guverner province.
Med njegovo vladavino je bil preoblikovan celoten kalifat. Nekdanji polnomadski način življenja, anarhija in primitivna verska uprava so se umaknili državnemu sistemu z močno birokracijo, sestavljeno iz vernih, predanih, sposobnih in zanesljivih oseb. Kalif je izhajal iz izkušenj, ki jih je imel s sirskimi Arabci,  vajenimi prejšnje bizantinske uprave, ki jim je dala disciplino ter kulturno in socialno zrelost. Te elemente je pogosto uporabljal za utrjevanje moči Omajadov v bolj oddaljenih provincah.
Muavija se je veliko naučil tudi iz Osmanove smrti. Odločil se je, da oblasti lastne družine ne bo preveč razširil. Omajadski podkralj je bil zato vladal  le v njihovem rodnem Hidžazu. V upravi posameznih provinc je namesto družinskih članov zaposloval osebe iz drugih družin, pogosto sposobne moške plemiškega porekla. Ti uradniki so se uveljavili zlasti v Mezopotamiji, kjer so še vedno izbruhnili nemiri privržencev šiitov in haridžitov.
Preoblikovati se je začel tudi dvor v Damasku. Primitivni rituali nomadov so bili popolnoma odpravljeni. Obnašanje kalifa kot vladarja se je popolnoma spremenilo. Ustanovljeno je bilo reprezentativno sodišče, ki je spominjalo na bizantinsko, ni pa prišlo do monarhovega absolutizma. Poglavarji arabskih plemen so še vedno imeli dostop do kalifa in sodelovali v dogajanjih na dvoru.
Na novo je bil postavljen sistem financiranja. Muvaija je revidiral plačevanje najemnin, zgradil in obnovil namakalne kanale, dal izkopati vodnjake in zgraditi jezove. Nameraval je povečati prihodke države, ki je morala vse več sredstev trošiti za upravo, vojsko in  ladjevje.

### Zunanja politika
Eden od velikih Muavijevih načrtov je bila širitev države na račun Bizantinskega cesarstva. Premirje, ki je veljalo od vojne z Alijem, so po letu 666 prekršila divja nomadska plemena severno od Antiohije. Leta 668 je arabska vojska vdrla v Anatolijo in prodrla do Kalcedona. Leta  669 se je začelo prvo arabsko obleganje Carigrada, ki je s prekinitvami trajalo do leta 679.
Leta 669 so Arabci prečkali Bospor in prvič napadli Carigrad, vendar je bila njihova vojska odbita in nato skoraj uničena v bitki pri Armoriju. Leta 672 so Arabci poskusili s pomorskim napadom na mesto, vendar so bili ustavljeni v bitki pri Kiziku. V tem spopadu je bil verjetno prvič uporabljen grški ogenj. Že naslednje leto so se Arabci vrnili in poskusili osvojiti mesto s pomorsko blokado in obleganjem. Njihove vojne ladje so ponovno utrpele znatne izgube zaradi grškega ognja. Obleganje in blokada sta s prekinitvami trajali do leta 677, ko je bilo arabsko ladjevje uničeno v bitki pri Sileji ob južni obali Anatolije. Muavija je nato predlagal mir, ki je bil sklenjen leta 679. V mirovnem sporazumu se je zavezal, da se bu umaknil s Cipra, vzdrževal mir trideset let in plačeval letni davek.
Za podkralja v Severni Afriki je bil imenovan Ukba ibn Nafi al-Fikri, ki je leta  preko Cirenajke in Tripolija prodrl na ozemlje današnje Tunizije, kjer je leta 670 ustanovil vojaški tabor Kairuan. Njegovo napredovanje so ustavili lokalna bizantinska garnizija iz Kartagine in Berberi.
Kalifat se je širil tudi proti vzhodu. Po padcu perzijskega Sasanidskega cesarstva in smrti njegovega vladarja Jazdegerda III. so Arabci leta 652  prodrli v Afganistan in leta 664 začasno osvojili Kabul. Zatem so ob  obali Indijskega oceana prodirali na jug in leta 661–663 prodrli v spodnjega porečja Inda. Osvajanja so se končala v letih 674–676 z invazijo na Transoksanijo, kjer so začasno zasedli Buharo in Samarkand. Osvajanja so uspela predvsem zaradi začasne šibkosti kitajske dinastije Tang, ki je bila po zaslugi Tibetancev odrezana od svojih zahodnih provinc.

## Smrt in nasledstvo
Muvija je umrl leta 680. Pred smrtjo je za svojega naslednika določil svojega sina Jazida I. Še živeče Mohamedove sodobnike je poskušal prepričati, da sprejmejo njegovo odločitev, vendar je niso sprejeli. Sledila je nova državljanska vojna.